# Parathelypteris petelotii
Parathelypteris petelotii là một loài thực vật có mạch trong họ Thelypteridaceae. Loài này được (Ching) Ching mô tả khoa học đầu tiên năm 1963.